# Andrid
Andrid es una comuna ubicada en el distrito de Satu Mare, Rumania.

## Superficie
Posee una superficie de 62,31 kilómetros cuadrados.

## Demografía
Hasta 2021 la población era de 2455 habitantes, con una densidad de población de 39,40 habitantes por kilómetro cuadrado.